# Pelourinho de São Mamede de Ribatua
O Pelourinho de São Mamede de Ribatua localiza-se na freguesia de mesmo nome, município de Alijó, distrito de Vila Real, em Portugal.
É um pelourinho granítico do século XVI, assente em cinco degraus octogonais, fuste cilíndrico e capitel tipo "gaiola" com quatro prumos formando um quadrado, e encimado por pirâmide.
Está classificado como Imóvel de Interesse Público, segundo o Dec. Lei n.º 23122, de 11 de Outubro de 1933.

## Bem patrimonial e área envolvente
O Pelourinho de São Mamede foi erguido em 1573, data gravada no monumento. "Reza a tradição que se algum foragido tocasse no pelourinho conseguia o perdão do crime, ficando a morar no concelho. A medida destinava-se a fomentar o povoamento."
"Em 1956, foi reparado por Manuel Joaquim "Pedreiro". Lamentavelmente o enfeite metálico que embelezava o monumento foi-lhe retirado..." [carece de fontes?]